# Federalismo europeo

Vecchia bandiera del Movimento Europeo, oggi utilizzata dai Federalisti Europei

Il federalismo europeo è una posizione politica che mira ad una federazione di tutti o parte degli Stati europei.
Fin dagli anni 1950 l'integrazione europea ha visto lo sviluppo di un sistema di governo sovranazionale, così le sue istituzioni si allontanarono dal semplice concetto intergovernativo. Comunque, con il trattato di Maastricht del 1992 furono introdotti nuovi elementi intergovernativi accanto a quelli più federali, rendendo più difficile definire l'Unione europea da esso istituita. L'Unione europea, che da allora ha operato attraverso un sistema ibrido tra l'intergovernativo e il sovranazionale, non è ufficialmente una federazione, sebbene vari osservatori accademici sostengano che essa abbia le caratteristiche di un sistema federale.

## Storia
Uno dei primi a concepire un'Unione europea delle nazioni fu Richard Nikolaus di Coudenhove-Kalergi, che scrisse il manifesto Pan-Europa nel 1923. Le sue idee influenzarono il pensiero di Aristide Briand, che diede un discorso in favore dell'Unione europea alla Società delle Nazioni l'8 settembre 1929, e nel 1930 scrisse il suo "Memorandum sull'organizzazione di un regime di Unione federale europea" per il governo di Francia.
Alla fine della seconda guerra mondiale, il clima politico favorì l'unità nell'Europa occidentale, vista da molti come un allontanamento dalle estreme forme di nazionalismo che avevano devastato il continente. In un discorso spedito il 9 settembre 1946 all'università di Zurigo, Winston Churchill ipotizzò un'Unione di Stati d'Europa.
Uno dei primi successi per la cooperazione europea fu nel 1951 con la Comunità europea del carbone e dell'acciaio. Da quel momento in poi, la Comunità Europea si è gradualmente evoluta nell'Unione europea nella quale intere aree di politica vengono condivise, nella speranza di ottenere benefici lavorando assieme.
Il processo di raggruppamento intergovernativo dei poteri, che armonizza le politiche nazionali e crea e rafforza le istituzioni sovranazionali, è chiamato integrazione europea. Oltre al vago obiettivo di una sempre più stretta unione nel 1983 con la dichiarazione solenne sull'Unione europea, l'Unione (ovvero i membri dei suoi governi) non ha attualmente una politica per evolvere né in una confederazione né tantomeno in una federazione.
Il dibattito sull'unità europea è spesso vago come per i confini "d'Europa". La parola "Europa" è generalmente usata come sinonimo di "Unione europea", sebbene alcune parti del continente europeo non facciano parte della UE.

### Europa a più velocità
Una tesi qualche volta chiamata "Europa a più velocità", prevede un diverso tipo di integrazione europea, ove i Paesi che desiderano una maggiore integrazione nella UE possono accelerare la loro integrazione, mentre altri Paesi possono adottarla ad un ritmo più lento o cessare del tutto l'ulteriore integrazione. Specifici esempi includono l'euro e l'accordo di Schengen, a cui non tutti i Paesi membri hanno scelto di partecipare.

## Situazione attuale
L'Unione europea (UE) non è giuridicamente una federazione, bensì un'organizzazione internazionale, ma oggettivamente è sempre più lontana dal modello confederale di mero accordo tra Stati per un obiettivo comune, e sempre più vicina ad un sistema permanente di rapporti diretti verso i cittadini. Possedendo un'autonoma produzione legislativa che permette un diretto (regolamenti dell'Europarlamento) o indiretto (direttive europee) intervento nella vita degli individui stessi e non più semplicemente di raccordo tra governi indipendenti, diversi accademici sostengono che presenti caratteristiche federali importanti. La presenza di una unione economica e monetaria, così come l'abbozzo di una Politica estera e di sicurezza comune, permette di definire l'UE come un organismo istituzionale sempre più federale.

### Innovazioni recenti e progetti per il futuro
A partire dalle elezioni del 2014 per il Parlamento europeo, i governi dei paesi membri hanno deciso di cedere informalmente il proprio potere di indicazione del Presidente della Commissione (organo esecutivo dell'Ue) ai cittadini europei. Per la prima volta nella storia dell'Europarlamento infatti i vari partiti hanno presentato il proprio candidato alla presidenza della Commissione: il Partito Popolare Europeo, essendo risultato il primo partito per numero di voti, ha ottenuto che il suo candidato Jean-Claude Juncker fosse nominato a capo del governo europeo, ottenendo poi la fiducia dello stesso Europarlamento da parte di una grande coalizione tra Popolari, Socialisti e Liberali.
Nell'ottica di devoluzione di poteri dal Consiglio europeo alla popolazione europea, dunque spostando le caratteristiche dell'Unione verso il modello federale, in seguito al trauma istituzionale della Brexit molti esponenti politici hanno presentato proposte per la creazione di liste elettorali pan-europee anziché nazionali a partire dal 2019, utilizzando come primo bacino di seggi proprio quelli lasciati vuoti dall'uscita dei rappresentanti britannici.
Nella stessa visione d'insieme, il Presidente francese Emmanuel Macron e l'ex Premier italiano Matteo Renzi, insieme all'ex Presidente della commissione europea Juncker, si dissero favorevoli ad un cambio dei trattati per istituire il Presidente dell'Unione Europea, ovvero l'unione delle cariche di Presidente della Commissione e del Presidente del Consiglio Europeo, sul modello degli Stati Uniti d'America.
Il Presidente Macron è inoltre sostenitore dei progetti di creazione di un Ministero unico europeo dell'Economia, con poteri assimilabili a quelli di un Ministro di un vero stato federale, e di creazione di un esercito unico dell'Ue, sotto la gestione di un Ministro europeo della difesa, tramite fusione e razionalizzazione degli eserciti nazionali. Tali progetti hanno ricevuto il sostegno anche da parte dell'ex Premier italiano Paolo Gentiloni e della ex Cancelliera tedesca Angela Merkel.